# .ms
.msは国別コードトップレベルドメイン（ccTLD）の一つで、イギリスの海外領土・モントセラトに割り当てられている。
マイクロソフトが利用しているサービスとして Visual Studio App Center  がある。

## Second-level domains
- co.ms 商業用
- edu.ms 教育
- gov.ms 行政
- net.ms ネットワーク関連
- org.ms 非営利団体